# Krauja (stacja kolejowa)
Krauja (ros. Крауя) – stacja kolejowa w pobliżu miejscowości Krauja, w gminie Augšdaugava, na Łotwie. Położona jest na linii Witebsk - Dyneburg.
Stacja istniała przed II wojną światową. Nosiła wówczas nazwę Stropi.